# Ford Escort RS Turbo
Der Ford Escort RS Turbo ist ein Fahrzeug der Kompaktklasse des europäischen Zweigs der Ford Motor Company.
Dieses Sondermodell des Escort ’81 und des Escort ’86 wurde für den Einsatz bei Rundstreckenrennen nach Gruppe-A- und Gruppe-N-Reglement und als sportliches Topmodell der Baureihen entwickelt. Die Abkürzung RS steht für Rallye Sport und wird seit 1970 für die sportlichsten Modelle von Ford verwendet.
Zur besseren Unterscheidung werden die Fahrzeuge der dritten Baureihe des Escort inoffiziell als Escort RS Turbo Serie 1 bzw. als Escort RS Turbo S1 bezeichnet, die RS Turbo der vierten Baureihe als Serie 2 bzw. als S2. Die Fahrzeuge waren ausschließlich als dreitürige Limousine mit Schrägheck erhältlich, das bei Ford als Aero-Heck vermarktet wurde.

## Serie 1 (1985)
Die erste Serie des Ford Escort RS Turbo (kurz auch RS Turbo S1) wurde ab September 1984 gegen Ende der Bauzeit des Escort ’81 hergestellt und verkauft. Das Fahrzeug war auch als Homologationsfahrzeug für Renneinsätze ausgelegt und löste den Escort RS1600i als Topmodell der Baureihe ab. Zur Entstehungszeit des RS Turbo dominierten die Turbomotoren die Formel 1 und auch der Ford Sierra RS Cosworth mit einem Cosworth-YB-Turbomotor stand kurz vor der Serienreife. Auch der bei SVE (Special Vehicle Engineering, eine Entwicklungsabteilung von Ford in England) entwickelte Escort erhielt einen mit Turbolader aufgeladenen Motor. Vom Fahrzeug waren 5000 Einheiten geplant, um die Voraussetzungen für einen Motorsporteinsatz in der Gruppe A zu erfüllen. Wegen der hohen Nachfrage wurden im deutschen Werk in Saarlouis insgesamt 8604 RS Turbo der ersten Serie als Links- und Rechtslenker gebaut. Der Escort RS Turbo ist der erste Ford, der ab Werk mit einer „Komplettverspoilerung“ ausgeliefert wurde. Die Radhausverbreiterungen wurden werksseitig angebracht, um bei Motorsporteinsätzen breitere Reifen verwenden zu können.
Die Fahrzeuge der ersten Serie waren nur in einer Ausstattungsvariante erhältlich. Obwohl auch als Motorsportmodell entwickelt, sind die Escort RS Turbo ab Werk sehr gut ausgestattet. Der serienmäßige Lieferumfang ist mit dem eines Escort XR3i vergleichbar. Zudem haben alle Turbos Recaro-Sportsitze, ein Dreispeichen-Sportlenkrad, eine in Wagenfarbe lackierte Komplettverspoilerung mit Radhausverbreiterungen und Seitenschwellern, einen in Wagenfarbe lackierten Kühlergrill vom Ford Orion sowie einen in Wagenfarbe lackierten Heckspoiler auf der Heckklappe. Das Kombiinstrument hat wie in den meisten XR3-Modellen einen Drehzahlmesser und Kontrollanzeigen für Öl-, Kühlmittel- und Wischwasserstand sowie eine Bremsbelagverschleißanzeige. Die Kunden konnten als einzige Wahlmöglichkeit ein Zubehörpaket bestellen, das aus Schiebedach, Zentralverriegelung, elektrischen Fensterhebern und Colorverglasung besteht.
Der Escort RS Turbo der ersten Serie war ausschließlich in Diamantweiß erhältlich. Mindestens ein Fahrzeug wurde jedoch nicht in Weiß ausgeliefert. Ein schwarzer Escort RS Turbo gehörte vom 23. August 1985 bis zum 1. Mai 1988 Lady Diana.

## Serie 2 (1986–1990)
Ab Anfang 1986 wurde die vierte Baureihe des Ford Escort gebaut. Während Technik, Bodengruppe und große Teile der Karosserie unverändert blieben, wurden die Fahrzeugfront und der Innenraum neu gestaltet. Der RS Turbo war weiterhin das Topmodell der Baureihe und zwischen 1986 und 1990 das einzige RS-Modell des Escort. Die Motorsportaktivitäten konzentrierten sich jetzt auf den RS200 und den Sierra RS Cosworth, doch hatte das neue Fahrzeug dank der gleichen Technik des Vorgängers auch gleiche Leistungsdaten.
Die zwei Varianten des Escort RS Turbo unterscheiden sich technisch nur in wenigen Details. Die Wasserkühlung des Turboladers entfiel, die Zugstreben an der Vorderachse sind nicht einstellbar, der Stabilisator an der Hinterachse ist dicker, das Sperrdifferential überarbeitet, die Bremsscheiben und Bremstrommeln sind größer und serienmäßig mit einem rein mechanisch arbeitendem Antiblockiersystem ausgestattet.
Die Serienausstattung der zweiten Serie ist weniger umfangreich als die der ersten Serie. Neben den RS-Turbo-spezifischen Teilen wie der Technik, der Front- und Heckschürze, des Spoilers und der Verbreiterung sind dies beim Turbo – im Vergleich mit dem schlechter ausgestatteten Escort XR3i mit 77 kW (105 PS) – lediglich zwei Halogen-Fernscheinwerfer. Als Zusatzausstattung konnten u. a. eine Scheinwerfer-Reinigungsanlage, ein Schiebedach, Ausstellfenster hinten, elektrische Fensterheber vorne, eine beheizte Windschutzscheibe, Recaro-Sportsitze, elektrisch einstellbare Außenspiegel, ein Verbrauchscomputer und ein Radio bestellt werden. Zur Modelleinführung Anfang 1986 betrug der Listenpreis des Escort RS Turbo 27.425 DM; mit allen Extras kostete das Fahrzeug rund 33.000 DM.
Anders als der Escort RS Turbo der ersten Serie war der S2 in mehreren Farben erhältlich. Dies waren Diamantweiß, Spanischrot, Titangrau und Schwarz.
1990 wurden mit Einführung der „EFI“-Variante des XR3i bei diesen Fahrzeugen die Frontschürze und der Heckspoiler geändert. Diese Änderungen erhielten auch die Escort RS Turbo.
Von der zweiten Serie des RS Turbo wurden im deutschen Ford-Werk in Saarlouis knapp über 22.000 Stück als Links- und Rechtslenker gebaut.

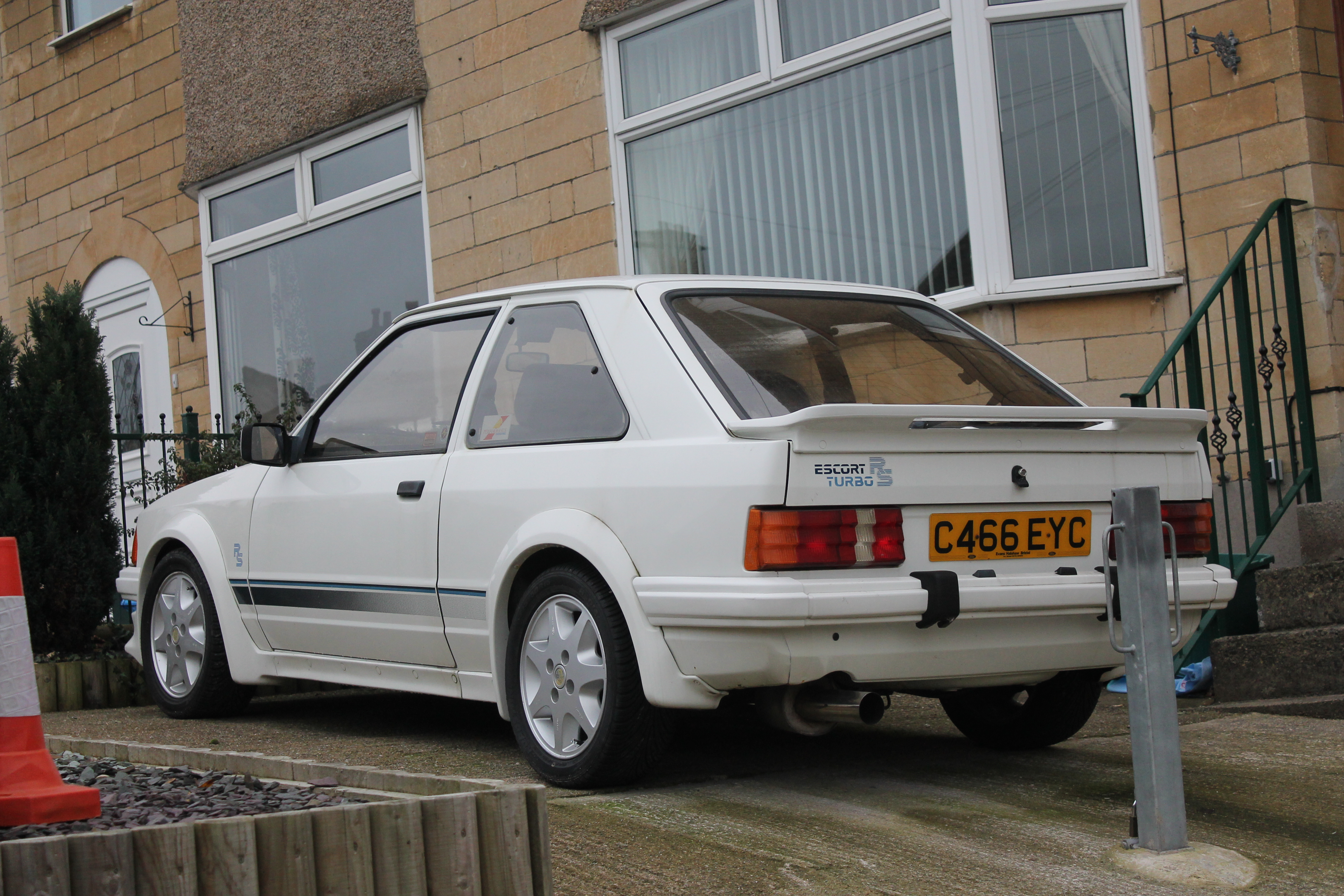
RS Turbo S1, Heckansicht
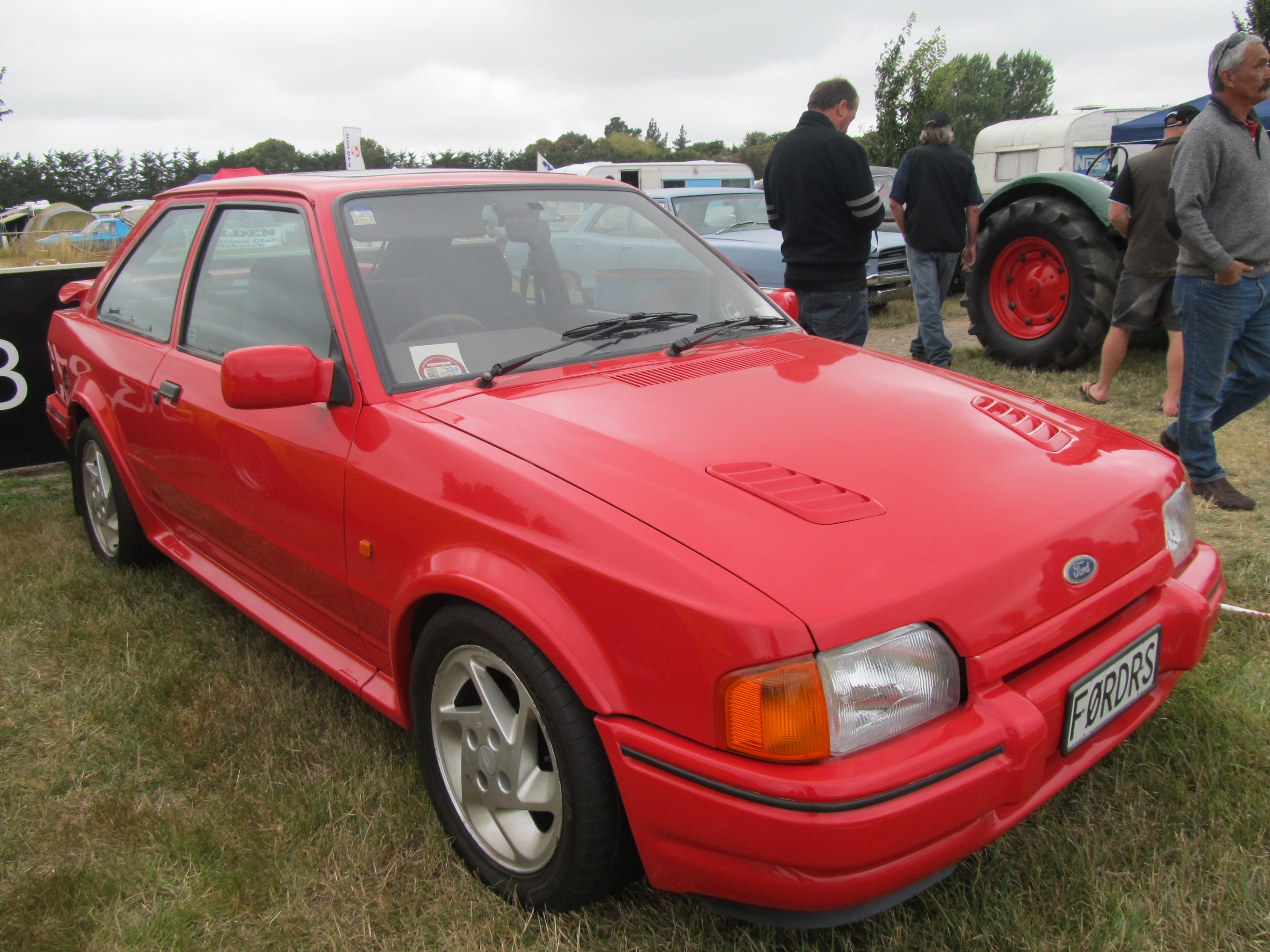
RS Turbo S2 in spanischrot
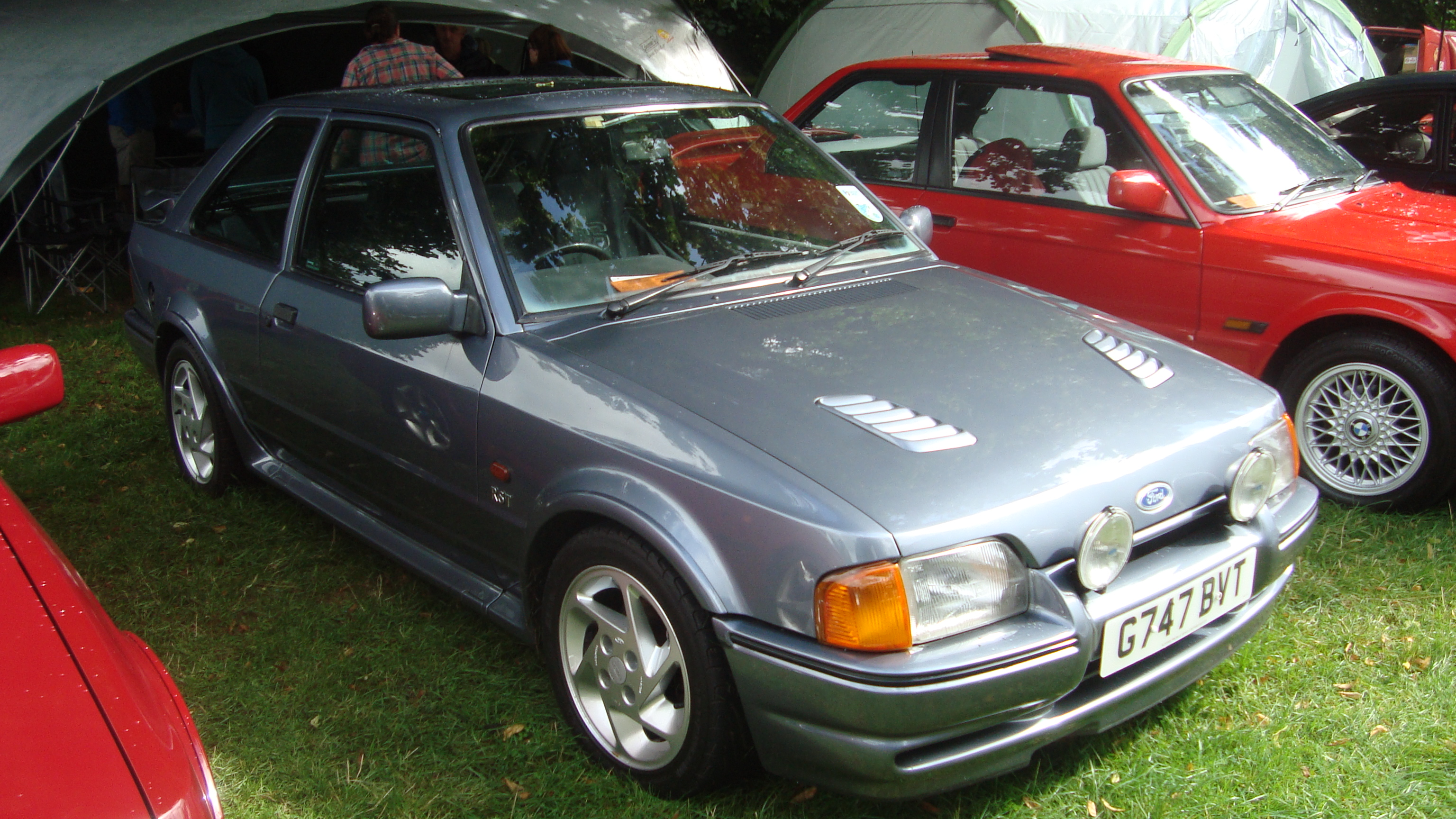
RS Turbo S2 in titangrau, „Modell ’90“

## Technik

### Motor

#### Allgemein

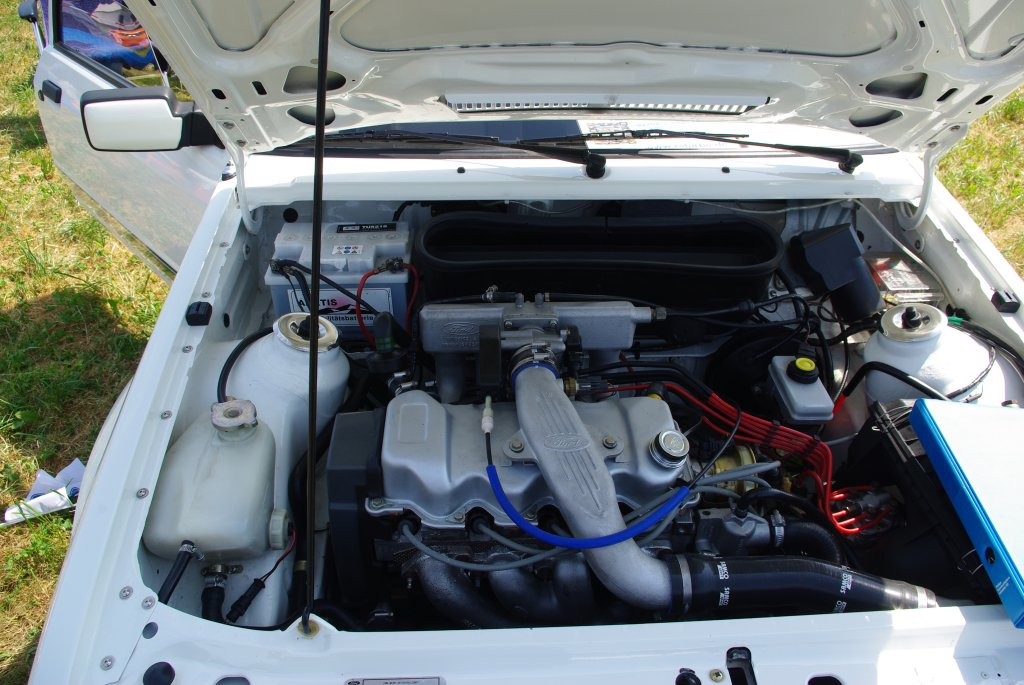
Motor eines RS Turbo der ersten Serie

Der Motor des Escort RS Turbo ist ein 1,6 Liter großer CVH, der weitestgehend mit den Saugmotoren übereinstimmt. Der CVH ist ein Vierzylinder-Ottomotor mit einem Graugussblock und einem Zylinderkopf aus Aluminium. Die Nockenwelle und die Wasserpumpe werden über einen Zahnriemen angetrieben, die Ölpumpe direkt über die Kurbelwelle. Die obenliegende Nockenwelle liegt zwischen den Ventilen, die über Kipphebel und Hydrostößel betätigt werden. Der Hubraum von 1596 cm³ ergibt sich aus 79,96 mm Bohrung und 79,52 mm Hub.
Der Motorblock des RS Turbo hat einen zusätzlichen Anschluss für die Ölversorgung des Turboladers und eine Bohrung für den Ölrücklauf aus dem Turbolader. Zur Reduzierung der Verdichtung sind die Gusskolben beim RS Turbo flacher als die des Saugmotors. Zudem sind die Lager und die Kolbenbolzen verstärkt. Die erste Serie hatte noch den Zylinderkopf des Escort RS1600i mit bearbeiteten Kanälen, jedoch mit der Nockenwelle des 1,3-Liter-CVH und einem hydraulischen Ventilspielausgleich wie alle anderen CVH-Motoren im Escort. Am Gusskrümmer mit einem hohen Nickelanteil sitzt ein Garrett-T3-Turbolader, der 0,5 bar Ladedruck erzeugt. Der Turbolader ist bei der ersten Serie des RS Turbo zusätzlich wassergekühlt. Alle RS Turbo haben einen Ladeluftkühler. Die Ansaugluft wird durch ein Aluminiumrohr quer über den Ventildeckel zur Drosselklappe geführt. Diese sitzt zur besseren Verteilung der angesaugten Luft in der Mitte am Luftsammler, der Ansaugkrümmer ist aus Aluminium.
Für die Serienleistung des Escort Turbo wäre auch ein kleinerer Garrett-T2-Turbolader ausreichend. Da der im Motorsport eingesetzte Turbolader bereits im Serienfahrzeug eingebaut werden musste, fiel die Wahl auf den größeren T3-Lader, mit dem höhere Motorleistungen möglich sind.
Die erste Serie hat den Motorcode LNA, die zweite Serie den Motorcode LNB. Beide Varianten können mit bleifreiem Benzin betrieben werden, für die erste Serie gibt Ford jedoch Kraftstoff mit einer Oktanzahl von 98 vor.

#### Einspritzanlage
Alle Escort RS Turbo sind mit einer KE-Jetronic von Bosch ausgestattet, einer Weiterentwicklung der bereits im RS1600i und im XR3i verwendeten K-Jetronic. Die KE-Jetronic hat ein Steuergerät, das über verschiedene Sensoren, Schalter und Potentiometer Daten erfasst und über einen Drucksteller aktiv die Einspritzmenge beeinflussen kann. Der Drucksteller übernimmt auch die Funktion des Warmlaufreglers. Die Einspritzmenge wird beim RS Turbo unabhängig vom Ladedruck ermittelt.

#### Zündanlage
Die Kennfeldzündung des Escort RS Turbo besteht aus dem Ford-eigenen ESC-II-Zündrechner und einem mechanischen, kontaktlosen Zündverteiler mit Hallgeber. Der Zündrechner hat einen eingebauten MAP-Sensor und ermittelt anhand von Motordrehzahl und Ladedruck den Zündzeitpunkt. Bauzeitabhängig wurden Steuergeräte mit verschiedenen Kennfeldern eingesetzt, die sich zudem beim Maximalwert des Ladedrucks unterscheiden. Wird dieser Maximalwert überschritten, wird zum Schutz des Motors der Zündzeitpunkt verändert und der Ladedruck begrenzt. Ab der zweiten Serie wird zusätzlich ein Klopfsensor verwendet.
Die Steuergeräte für Zünd- und Einspritzanlage arbeiten voneinander unabhängig. Der ESC-II-Zündrechner bestimmt nur den Zündzeitpunkt, das Steuergerät der KE-Jetronic nimmt nur Einfluss auf die eingespritzte Kraftstoffmenge. Das Steuergerät der Einspritzanlage wird lediglich durch ein Steuersignal vom Zündsteuergerät aktiviert, sobald der Motor dreht.
Für Tuningmaßnahmen müssen die ab Werk eingelöteten Steuerchips entfernt und durch EEPROM-Chips ersetzt werden. Diese konnten dann mit individuellen Daten beschrieben werden; daher auch der Begriff Chiptuning. Anders als bei modernen Steuergeräten ist diese Art des Tunings mit einem hohen Zeit- und Arbeitsaufwand verbunden. In Deutschland wurden diese Arbeiten zuletzt nur noch von Suhe-Motorsport in Görwihl durchgeführt, die aber um 2020 den Geschäftsbetrieb einstellten.

### Karosserie
Die Karosserie ist die gleiche wie die des Escort XR3i. Entfallen sind nur die schwarzen Rahmen um die Seitenfenster. Äußerlich grenzt sich der RS Turbo der ersten Serie jedoch mit den in Wagenfarbe lackierten Stoßstangen, der Verbreiterung und dem Heckspoiler deutlich von den anderen Escort der Baureihe und vom Vorgänger RS1600i ab. Der Kühlergrill wurde in dieser Form sonst nur unlackiert beim Ford Orion verwendet. Die zweite Serie unterscheidet sich äußerlich von den XR3i-Varianten durch die entfallenen schwarzen Rahmen um die Seitenfenster sowie durch die zusätzlichen Radhausverbreiterungen und Seitenschweller.

### Fahrwerk
Alle Escort RS Turbo haben das gleiche Fahrwerk wie die anderen Varianten innerhalb der Baureihe. Die erste Serie hat zusätzlich einstellbare Zugstreben an der Vorderachse, ähnlich dem System des Escort RS1600i. Die zweite Serie hat an der Vorderachse einen dickeren Stabilisator als die anderen Motorvarianten des gleichen Bauzeitraums. Die RS Turbo beider Serien haben einen zusätzlichen Stabilisator an der Hinterachse, der vom Orion Injection übernommen wurde.

### Antrieb
Alle Escort RS Turbo haben Frontantrieb und ein mechanisches, vollsynchronisiertes BC-Fünfganggetriebe von Ford. Nur die BC-Getriebe des Escort RS Turbo haben zusätzlich ab Werk ein von Ferguson Research entwickeltes Sperrdifferential. Dieses Sperrdifferential ist nicht mechanisch, sondern arbeitet wie eine Visco-Kupplung. Das Getriebe wird mechanisch über ein Gestänge betätigt, die Einscheiben-Trockenkupplung mit einem Durchmesser von 220 mm über einen Seilzug.
Die erste Serie des RS Turbo hatte ein relativ kurz gestuftes Getriebe mit einer Achsübersetzung ähnlich der des XR3i. Da die Gesamtübersetzung des Getriebes im Alltagsbetrieb bemängelt wurde, erhöhte Ford für die zweite Serie die Achsübersetzung.
1986 gab es im Rahmen der Modellpflege des Ford Fiesta ’84 eine kleine technische Änderung am Getriebe. Dabei wurde die Schaltkulisse vom Schaltgestänge ins Getriebe verlegt.

### Bremsanlage
Der Escort RS Turbo hat eine hydraulische Zweikreisbremsanlage mit Bremskraftverstärker. Der Escort RS Turbo der ersten Serie hat die Bremsanlage der XR-Modelle mit innenbelüfteten Bremsscheiben mit einem Durchmesser von 240 mm und Einkolben-Schwimsätteln an der Vorderachse und Trommelbremsen an der Hinterachse. Da diese Bremsanlage für die höhere Leistung des RS Turbo als zu klein erachtet wurde, erhielten die Modelle der zweiten Serie ab 1986 eine vergrößerte Bremsanlage mit einem Bremsscheibendurchmesser von 260 mm an der Vorderachse und größere Bremstrommeln vom Sierra V6 an der Hinterachse. Die zweite Serie war zusätzlich ab Werk serienmäßig mit einem rein mechanisch arbeitendem Antiblockiersystem ausgestattet. Zwei am Getriebe befestigte Modulatoren sind mit Zahnriemen mit den Antriebswellen verbunden und regeln in Abhängigkeit von der Drehzahl den Bremsdruck. Die Hinterachse bleibt bei diesem System ungeregelt.

### Räder
Alle Escort RS Turbo haben ab Werk 6 × 15 große Leichtmetallräder und Reifen in der Dimension 195/50 R 15. Die erste Serie hat die gleichen 7-Speichen-Räder wie der Escort RS1600i, die zweite Serie hat passend zur Technik des Fahrzeugs ein Design, das an die Turbine eines Turboladers erinnert.

### Technische Daten
|                           | Escort RS Turbo Serienversion |
| Hubraum                   | 1596 cm³ |
| Motortyp                  | CVH |
| Zylinder/Bauart           | Vierzylinder-Reihenmotor (Viertakt, Otto) |
| Ventile                   | 8 |
| Ventilsteuerung           | OHC Zahnriemen, eine obenliegende Nockenwelle, einstellbare Ventilstößel, Kipphebel                                                                                                  |
| Nennleistung              | 97 kW (132 PS) bei 5750/min |
| Max. Drehmoment           | 180 Nm bei 2750/min |
| Verdichtung               | 8,2 : 1 |
| Gemischaufbereitung       | Bosch KE-Jetronic |
| Turbolader                | Garrett T3 |
| Getriebe                  | manuelles 5-Gang-Schaltgetriebe mit Sperrdifferential |
| Radaufhängung vorn        | Querlenker, einstellbare Zugstreben (nur Serie 1), verstärkter Stabilisator, MacPherson-Federbeine, Schraubenfedern                                                                  |
| Radaufhängung hinten      | Einzelradaufhängung an Querlenkern mit Schraubenfedern, Längslenkern und Dämpferbeinen, Stabilisator                                                                                 |
| Bremse                    | Hydraulische Diagonal-Zweikreisbremsanlage mit Bremskraftverstärker vorne Einkolben-Schwimmsättel und innenbelüftete Bremsscheiben, hinten Trommelbremsen ab Serie 2 ABS serienmäßig |
| Radstand                  | 2400 mm |
| Länge                     | 4052–4061 mm |
| Breite                    | 1640 mm |
| Höhe                      | 1354 mm |
| Leergewicht               | 965 kg |
| Höchstgeschwindigkeit     | 206 km/h |
| Beschleunigung 0–100 km/h | 8,7 s |
| Verbrauch 90/120/Stadt    | 6,6/8,3/10,9 l/100 km |

## Motorsport

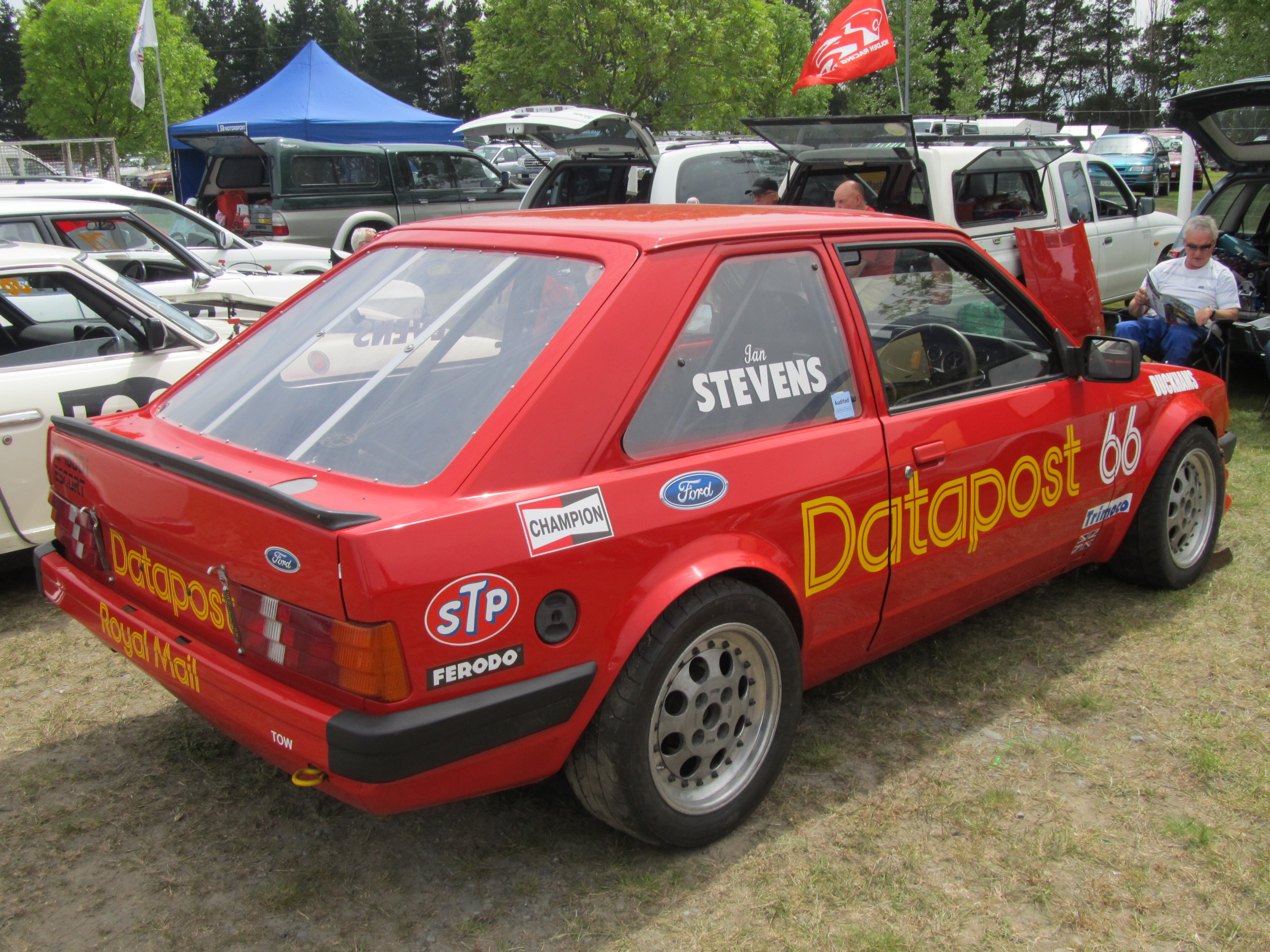
Datapost RS1600i, Vorgänger des RS Turbo in der BTCC

Werksseitig wurde der Escort RS Turbo nie im Motorsport eingesetzt. Diese Rolle übernahm im Tourenwagensport der zur gleichen Zeit entwickelte Sierra RS Cosworth. Ford veranstaltete 1985 und 1986 den Ford Escort RS Turbo Rallye Cup. Neben dem Ford Fiesta Ladies-Cup wurde so ein zweiter Markenpokal für Nachwuchsfahrer im Rallyesport ins Leben gerufen.
In der BTCC nahm der Escort RS Turbo von 1985 bis 1988 in der Klasse B teil. Im Vereinigten Königreich hat der Escort Turbo (und auch das Vorgängerfahrzeug) vom Team Royal Mail Datapost unter Ford-Fans einen hohen Bekanntheitsgrad. Dieses Fahrzeug wurde 1985 und 1986 von Richard Longman gefahren, der damit neun Klassensiege feiern konnte und 1986 den Titel der Klasse B gewann. In diesem Jahr wurde er zudem Vizemeister der BTCC, auf Meister Chris Hodgetts fehlten Longman nur sechs Punkte. Der drittplatzierte Andy Rouse im wesentlich leistungsstärkeren Sierra XR4Ti lag in der Gesamtwertung sieben Punkte hinter Longman. 1986 errang Longmans Teamkollege Alan Curnow einen weiteren Klassensieg beim Lauf in Brands Hatch. 1987 gewann Mark Hales auf einem Escort RS Turbo die Gesamtwertung der Klasse B, in dieser Saison wurden sieben Rennen der Klasse B von einem RS Turbo gewonnen. In der BTCC hatten die Escort RS Turbo zwischen 270 und 300 bhp.
Auch in der DTM gab es sporadische Einsätze für den Escort RS Turbo. In den Jahren 1985 und 1986 nahmen Manfred Burkhard, Beate Nodes und Traudl Klink an insgesamt sieben Rennen teil, erreichten jedoch keine Top-10-Platzierung.